# Mario Villa (matematico)
Mario Villa (Castel Goffredo, 1º novembre 1907 – Bologna, 16 novembre 1973) è stato un matematico italiano.

## Biografia
Nacque a Castel Goffredo nel 1907 da Carlo e da Bona Pezzolini.
Frequentò il Liceo scientifico di Brescia, dove si maturò nel 1926. Si laureò a pieni voti in matematica nel 1930 a Pavia. Vinse alcune borse di studio e fu  a Parigi nel 1931 – 1932 dove studiò con il matematico Élie Joseph Cartan. Nel 1932 fu nominato assistente presso l'Università di Pavia e di Genova. Dal 1940 coprì la cattedra di geometria analitica e proiettiva alla Università di Bologna.
La sua produzione scientifica si svolse in tre differenti indirizzi: la geometria proiettiva di enti algebrici (1934-1935), la geometria nel campo complesso, la geometria proiettivo-differenziale 1938.
A Bologna fondò una scuola di perfezionamento per laureati e cultori di geometria.
Dal 1945 al 1961 ricoprì la carica di segretario dell'Unione matematica italiana.
Morì di malattia a Bologna nel 1973.